# Старый Сусадыбаш
Ста́рый Сусадыба́ш (баш. Иҫке Сусаҙыбаш, луговомар. Шадын Мучаш) — деревня в Янаульском районе Башкортостана, относится к Первомайскому сельсовету.

## География
Находится на реке Шады. Расстояние до:
- районного центра (Янаул): 19 км,
- центра сельсовета (Сусады-Эбалак): 7 км,
- ближайшей ж/д станции (Янаул): 19 км.

## История
Основана в 1688 году ясачными марийцами, перешедшими впоследствии в сословие тептярей, по договору о припуске на вотчинных землях башкир Уранской волости Осинской дороги.
В 1748 году насчитывалось 34 души ясачных марийцев. 37 человек принимали участие в Пугачёвском восстании. В 1795 году население — 164 человека (80 мужчин и 84 женщины), в 1816 году — 196 человек обоего пола, в 1834 году — 186 жителей.
В 1842 году 33 двора имели 6 десятин усадьбы, 300 десятин пашни, 30 десятин сенокосных угодий, 120 десятин леса, а также 93 лошади, 106 коров, 116 овец, 55 коз. Было 3 мельницы. Пчеловодам принадлежало 59 ульев, 2 борти.
До 5 июня 1858 года деревня имела название Сусадыбаш, после появления выселка к названию добавили прилагательное «Старый».
В 1859 году — 471 житель.
В 1870 году — деревня 3-го стана Бирского уезда Уфимской губернии, 102 двора и 508 жителей (260 мужчин и 248 женщин), все марийцы. Жители занимались сельским хозяйством и лесным промыслом.
В 1896 году в деревне Новокыргинской волости IV стана Бирского уезда — 73 двора, 454 жителя (231 мужчина, 223 женщины), водяная мельница.
В 1906 году — 482 жителя, министерское одноклассное училище, в котором в 1908 году обучалось 34 мальчика и 6 девочек, в 1909-м — 42 мальчика и 3 девочки.
В 1920 году по официальным данным в деревне Черауловской волости 104 двора и 421 житель (207 мужчин, 214 женщин), по данным подворного подсчета — 436 марийцев в 105 хозяйствах.
В 1926 году деревня относилась к Янауловской волости Бирского кантона Башкирской АССР.
В 1939 году население составляло 367 человек, в 1959 году — 302 жителя.
В 1982 году население — около 240 человек.
В 1989 году — 189 человек (86 мужчин, 103 женщины).
В 2002 году — 180 человек (92 мужчины, 88 женщин), марийцы (89 %).
В 2010 году — 172 человека (94 мужчины, 78 женщин).
Действуют фельдшерско-акушерский пункт, начальная школа, клуб.

## Население
| 1917 | 1920 | 2002 | 2009 | 2010 |
| ---- | ---- | ---- | ---- | ---- |
| 472  | ↘421 | ↘180 | ↗189 | ↘172 |